# AO-63雙管突擊步槍
AO-63（俄語：Автомат АО-63）是一枝由苏联槍械設計師謝爾蓋·加夫里洛維奇·西蒙諾夫和彼得·安德列耶維奇·特卡喬夫所研製、並交由中央精密工程研究所生產的全自動雙管式突击步槍原型槍，發射5.45×39毫米（M74）苏联口徑步枪子彈。

## 概述
AO-63突擊步槍曾於1980年代中期參與“阿巴坎计划”（ОКР «Абака́н»）試驗當中的第二部分，該計劃的目的就是要研製出作戰效能與精度（有較高點射命中率）高出AK-74並且足以取代它的新型突擊步槍。
使用雙管的AO-63的兩連發射速達到6,000發／分鐘，而全自動持續射擊則是850發／分鐘。
雖然在競標第一輪的初步測試中，AO-63顯示其射擊精度很高（根據計劃標準，符合委員會要求的就只有AO-63和尼科諾夫原型槍），但在總合表現中還是被尼科諾夫原型槍（被當時的俄羅斯軍方採納並命名為AN-94）擊敗而落選，並無得到進入競標最後一輪的機會。

## 資料來源
1. 1 2 3 4 5  Юрий Пономарев , "У Истоков «Абакана»", Ружьё. Оружие и амуниция, 1998/1, pp. 6-8; web version

## 外部連結
- （英文）—Military, Security and Civilian Guns and Equipment－Simonov AO-63 - Experimental Assault Rifle（页面存档备份，存于）
- （俄文）—Юрий Пономарёв Конкурсная тема «Абакан»（页面存档备份，存于） Журнал «Ружьё. Оружие и амуниция» № 1 (январь) 1998